# Bengt Baron
Pour les articles homonymes, voir Baron.
Bengt Baron, né le 6 mars 1962 à Nacka (Suède), est un nageur suédois, spécialiste des courses de dos et de papillon. Il est marié à la nageuse Agneta Mårtensson.

## Carrière
Bengt Baron est sacré champion olympique du 100 mètres dos aux Jeux olympiques de 1980 à Moscou. 
Il remporte aux championnats d'Europe 1981 la médaille d'argent en relais 4 × 100 mètres 4 nages. Aux championnats du monde 1982, il est médaillé de bronze du 100 mètres papillon et du 4 × 100 mètres nage libre.
Bengt Baron participe à plusieurs épreuves des Jeux olympiques de 1984 à Los Angeles. Médaillé de bronze en 4 × 100 mètres nage libre, il se classe cinquième en 4 × 100 mètres 4 nages, sixième en 100 mètres dos et huitième en 100 mètres papillon. Sa dernière médaille, en bronze, est gagnée aux championnats d'Europe de 1985 en 4 × 100 mètres nage libre.